# 1º Corpo corazzato delle guardie
Il 1º Corpo corazzato delle guardie (in russo: 1-й гвардейский танковый корпус, 1-j gvardejskij tankovyj korpus) fu una formazione dell'Armata Rossa che partecipò con distinzione a numerose grandi battaglie durante la seconda parte della campagna sul fronte orientale della seconda guerra mondiale.
L'unità corazzata era stata costituita originariamente nel luglio 1942 con la denominazione di 26º Corpo corazzato, comandata dal generale Aleksej Rodin; venne quindi assegnata alle forze mobili organizzate per la decisiva Operazione Urano, la grande controffensiva sul fronte del Don e del Volga durante la battaglia di Stalingrado. Il 26º Corpo corazzato, a partire dal 19 novembre 1942, sfondò le linee tedesco-rumene, avanzò in profondità, conquistò di sorpresa l'importantissimo ponte di Kalač-na-Donu e si congiunse con le altre forze meccanizzate sovietiche provenienti da sud, completando in soli quattro giorni la manovra e contribuendo con un ruolo determinante all'accerchiamento della 6ª Armata tedesca nella sacca di Stalingrado.
Per questi straordinari risultati, Stalin e lo Stavka onorarono l'8 dicembre 1942 il 26º Corpo corazzato della nuova denominazione di: 1º Corpo corazzato delle guardie "del Don", fu la prima assegnazione per il valore dimostrato sul campo di battaglia del titolo delle guardie ad una formazione meccanizzata dell'Armata Rossa.
Dopo questa prestigiosa vittoria iniziale il 1º Corpo corazzato delle guardie continuò  a partecipare alle più importanti offensive sovietiche della parte finale del conflitto e si distinse ancora per aggressività offensiva e combattività, in particolare durante la gigantesca Operazione Bagration e durante le ultime campagne in Polonia ed in Germania.

## Storia

### Operazione Urano
Nel quadro della difficoltosa ricostituzione di nuove formazioni corazzate e meccanizzate sovietiche dopo le disastrose perdite del 1941, il Comando delle Forze Meccanizzate dell'Armata Rossa iniziò ad organizzate nella primavera 1942 i nuovi "corpi carri", unità organiche piuttosto leggere e con limitato supporto di fanteria motorizzata e artiglieria, ma equipaggiati in teoria di 168 carri armati medi e leggeri principalmente dei nuovi tipi T-34 e T-70. Nel luglio 1942, nel Distretto militare di Mosca, venne infine costituito anche il 26º Corpo corazzato, che, inizialmente scarsamente dotato di mezzi, per tutta la sfortunata campagna dell'estate 1942 rimase in riserva per equipaggiarsi e addestrarsi.
Quindi il 26º Corpo non partecipò alle dure battaglie nel settore meridionale e centrale del Fronte orientale che evidenziarono le difficoltà delle nuove formazioni sia nell'impiego difensivo (a Voronež), sia in quello offensivo (a Koželsk) e che terminarono nel complesso con dure sconfitte contro le esperte Panzer-Divisionen e quindi imposero, a livello di alti comandi, una revisione completa degli equipaggiamenti e soprattutto delle tattiche di impiego. La importante direttiva n. 325 dell'ottobre 1942, emessa da Stalin e dalla Stavka, evidenziò opportunamente le manchevolezze operative dei nuovi corpi meccanizzati e corazzati e sottolineò la necessità di mantenere la coesione delle formazioni, di attaccare in massa alla massima velocità, di avanzare in profondità senza preoccuparsi dei fianchi e delle isole di resistenza del nemico, di mirare a sconvolgere le retrovie e i centri di comando arretrato del nemico.
Nel quadro di questa riorganizzazione e della pianificazione della prevista grande controffensiva sul fronte di Stalingrado, il 26º Corpo corazzato venne finalmente assegnato (insieme al 1º Corpo corazzato) alla 5ª Armata corazzata del Fronte Sud-Ovest comandato dal generale Nikolaj Fëdorovič Vatutin, l'ariete strategico destinato a sfondare il fronte del Don tedesco-rumeno e a svolgere un ruolo decisivo nella manovra a tenaglia sovietica; quindi i carri e gli equipaggi della formazione mobile si spostarono nell'ottobre 1942 in segreto e con rigide misure di mascheramento a sud del Don, occupando posizioni di attacco nella grande testa di ponte di Serafimovič.
L'Operazione Urano ebbe inizio, sul fronte del Don, il 19 novembre 1942 e fin dalla tarda mattinata i corpi corazzati sovietici della 5ª Armata corazzata entrarono in azione per favorire lo sfondamento delle linee difese dalle tenaci truppe rumene e lo sfruttamento del successo in profondità; il 26º Corpo corazzato avanzò intorno alle ore 12.00 diviso in quattro colonne in formazione serrata e travolse le ultime resistenze nemiche, procedendo quindi in avanti marciando alla massima velocità, senza arrestarsi e continuando anche durante la notte nonostante la scarsa visibilità nelle nebbia e nel nevischio e le difficoltà del terreno solcata dalle profonde balkaš.
Mentre il 1º Corpo corazzato affrontava i confusi contrattacchi delle riserve corazzate tedesche del 48º Panzerkorps, i carri del 26º Corpo, guidati energicamente dal comandante, generale Aleksej Rodin, e da ufficiali capaci come il colonnello Ivanov, il tenente colonnello Filippenko e il maggiore Makhur, avanzò a valanga e già il 20 novembre sorprese il quartier generale tedesco-rumeno di Perelazovskij e sbaragliò i deboli carri armati delle 1ª Divisione corazzata rumena, finita per errore in mezzo alle colonne meccanizzate in marcia nell'oscurità del 26º Corpo.

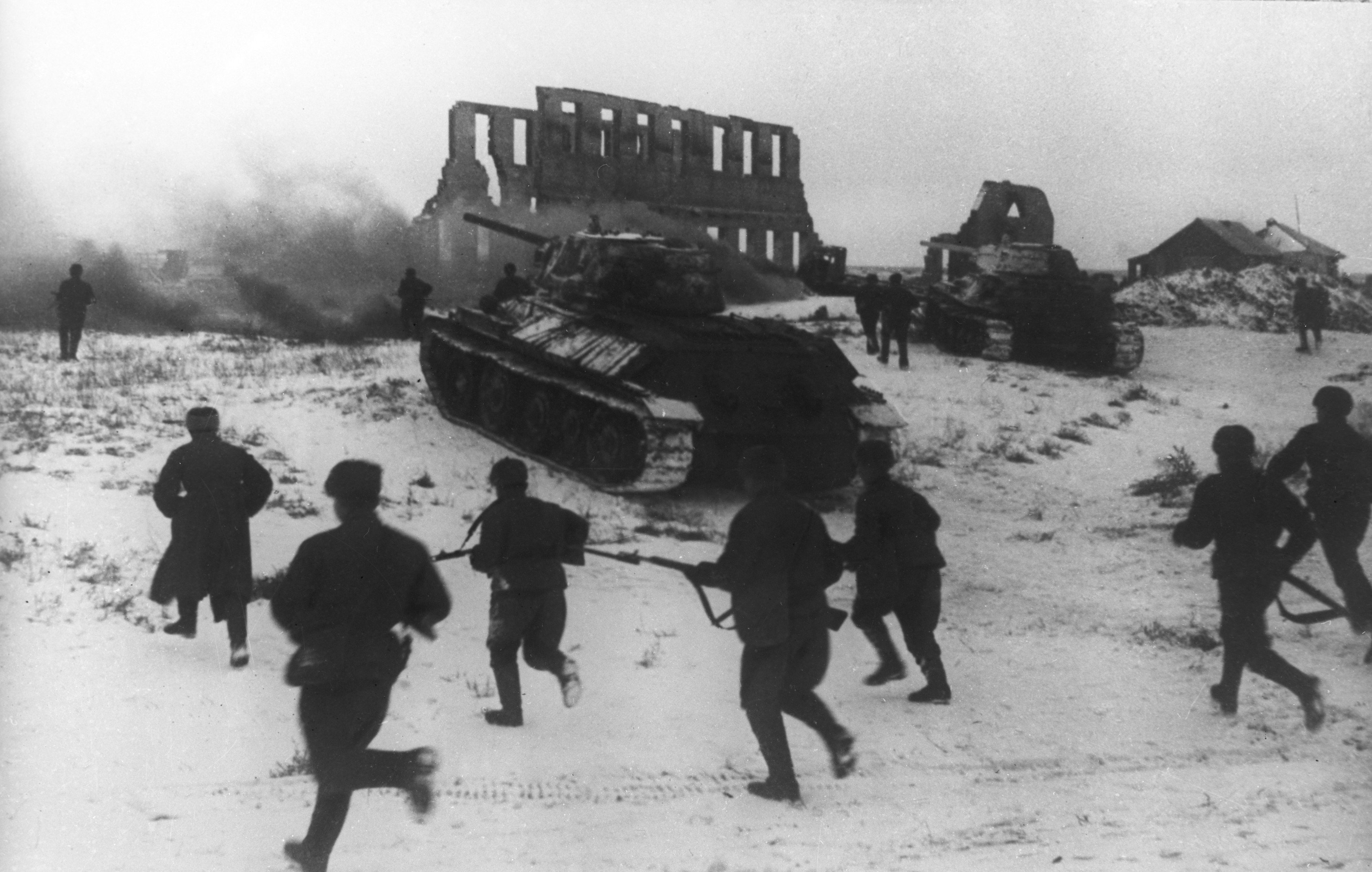
Fanti e carri armati sovietici del 26º Corpo corazzato all'attacco di Kalač-na-Donu.

Il 20 e il 21 novembre i carri armati del generale Rodin proseguirono ancora seminando il panico nelle retrovie tedesco-rumene e, nel pomeriggio del 21, erano già  in prossimità dell'ansa del Don; senza attendere, il generale Rodin organizzò un raggruppamento d'assalto al comando dei tenenti colonnello Filippov (14ª Brigata motorizzata) e Filippenko (19ª Brigata corazzata) che, sfruttando la confusione del nemico, attaccò di sorpresa il fondamentale ponte di Kalač, riuscendo a occuparlo intatto nella notte e a passare sulla riva orientale del fiume. Il 22 e il 23 novembre i carristi del 26º Corpo corazzato sconfissero alcuni deboli reparti corazzati del 14º Panzerkorps tedesco appena arrivati e conquistarono Kalač dopo aver superato l'aspra resistenza di truppe tedesche presenti all'interno della cittadina.
Questa decisiva vittoria permise quindi già il 23 novembre il concentramento a sud del Don del 26º Corpo corazzato ed anche del 4º Corpo corazzato, che attraversò a sua volta il ponte di Kalač e si congiunse per primo, nel pomeriggio, presto seguito dalle colonne del 26º Corpo corazzato, con il 4º Corpo meccanizzato del Fronte di Stalingrado, proveniente da sud. Scambiandosi razzi di segnalazione verdi, i corpi mobili sovietici quindi si ricongiunsero nell'area di Sovietskij (a sud-est di Kalač) e chiusero la trappola intorno alle enormi forze tedesche rimaste ferme nella regione di Stalingrado, segnando una svolta storica della guerra sul Fronte orientale.
Il 26º Corpo corazzato, protagonista di una travolgente avanzata e della brillante conquista del ponte di Kalač, fu considerato l'arteficie principale dello straordinario successo e quindi, già l'8 dicembre, Stalin e l'Alto comando sovietico lo onorarono ridenominandolo 1º Corpo corazzato delle guardie "Donskij" (del Don, in riferimento all'impresa di Kalač), il primo corpo mobile dell'Armata Rossa a conseguire questo riconoscimento per i risultati ottenuti sul campo di battaglia.

### Le campagne del 1943 e l'Operazione Bagration
Dopo la riuscita conclusione della grande manovra di accerchiamento, il 1º Corpo corazzato delle guardie venne provvisoriamente assegnato al Fronte del Don del generale Rokossovskij e si mantenne in posizione sul fronte della sacca della 6ª Armata, rimanendovi fino al gennaio 1943 quando la formazione, ricompletata e riorganizzata, venne trasferita nuovamente al Fronte Sud-Ovest del generale Vatutin per costituire, insieme al 25º Corpo corazzato, la riserva mobile di sfruttamento in vista della nuova offensiva in direzione del Dniepr e del Mar d'Azov da cui il comando sovietico si attendeva grandi risultati (Operazione "Skachok" - Galoppo).
In realtà le forze sovietiche erano ormai molto indebolite mentre, con l'afflusso di nuove riserve, il comando tedesco riuscì finalmente a stabilizzare il settore meridionale del Fronte orientale. Il 1º Corpo corazzato delle guardie inizialmente avanzò ancora con successo verso Dnepropetrovsk e Zaporože sul fiume Dniepr, ma, a partire dal 23 febbraio 1943, venne contrattaccato dalle riserve corazzate del feldmaresciallo von Manstein e, come gli altri corpi meccanizzati sovietici, subì dure perdite e dovette precipitosamente ripiegare. A differenza del 25º Corpo corazzato e del Gruppo meccanizzato Popov, che vennero praticamente distrutti, il 1° delle guardie riuscì a sfuggire, ritirandosi in salvo dietro il Donec. Ormai esaurito, il corpo venne quindi ritirato dalle prime linee per essere riorganizzato per la nuova campagna dell'estate 1943.

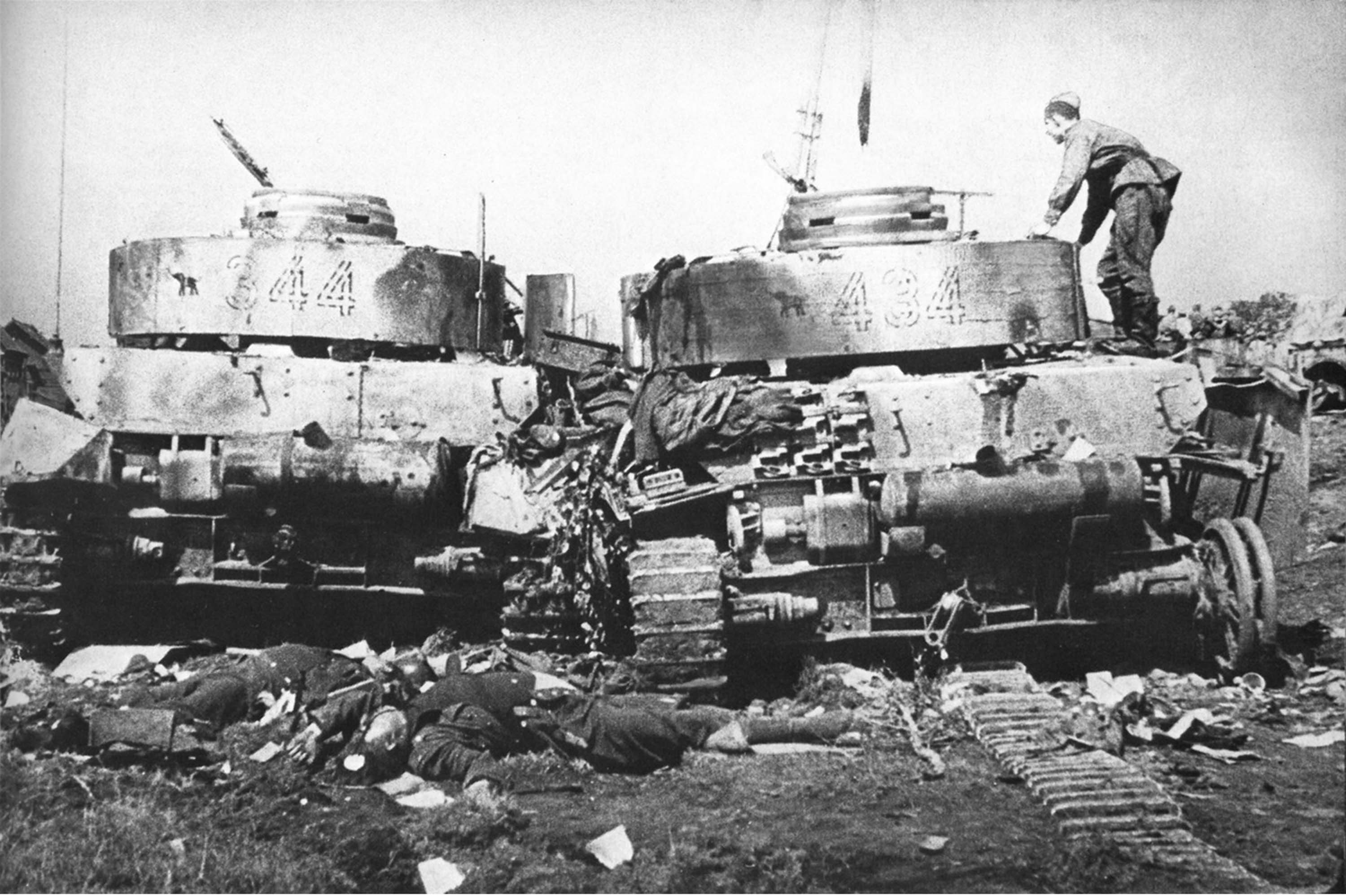
Carri tedeschi Panzer IV della 20. Panzer-Division distrutti dalle forze dell'Armata Rossa, tra cui il 1º Corpo corazzato delle guardie, durante l'Operazione Bagration.

Dopo essere stato riequipaggiato, il 1º Corpo corazzato delle guardie venne quindi schierato con il Fronte di Brjansk per partecipare alla prevista Operazione Kutuzov contro il saliente di Orël che sarebbe stata sferrata dall'Armata Rossa a partire dal 12 luglio 1943, dopo l'ormai evidente fallimento dell'offensiva tedesca contro il saliente di Kursk. La formazione corazzata partecipò quindi alla dura battaglia a Orël contro le munite difese tedesche; furono battaglie molto costose e l'avanzata sovietica si sviluppò con lentezza e con pesanti perdite; il 5 agosto la città venne liberata e i tedeschi ripiegarono ordinatamente.
Il 1° delle guardie, stremato dalla dura battaglia venne già in agosto ritirato nel Distretto di Mosca per essere nuovamente riorganizzato e rientrò in campo solo nell'ottobre, assegnato al Fronte Bielorusso, con cui partecipò ai combattimenti nell'area di Smolensk-Gomel coronati da successo ma solo dopo nuovi aspri scontri e nuove perdite. Durante i mesi invernali il 1º Corpo corazzato delle guardie continuò ad avanzare dopo continui combattimenti, inquadrato nella 65ª Armata del Fronte Bielorusso, partecipando, nel gennaio 1944 all'operazione di Kalinkovichi, dopo essere stato rinforzato da nuovi reparti di semoventi pesanti SU-85. Fino a aprile 1944 il corpo rimase in campo, esaurendo progressivamente le sue forze, prima di passare nelle riserve dello Stavka per essere completamente riequipaggiato con i nuovi e potenti carri T-34/85.
Pienamente riorganizzato e equipaggiato con 195 carri T-34/85 e 42 cannoni semoventi, il 1º Corpo corazzato delle guardie tornò a svolgere un ruolo decisivo durante la successiva Operazione Bagration; assegnato sempre alla 65ª Armata del 1° Fronte Bielorusso del generale Rokossovskij, il corpo attaccò a partire dal 24 giugno 1944 a sud di Bobrujsk, attraversando con ingegnosi espedienti logistici il terreno paludoso e intersecato da numerosi corsi d'acqua, fino a sbucare alle spalle delle forze tedesche.
Dopo aver respinto i deboli contrattacchi della 20. Panzer-Division, il 1º Corpo corazzato delle guardie, al comando del generale Panov, completò la manovra di accerchiamento di Bobrujsk e quindi sfruttò rapidamente il successo in profondità raggiungendo già la sera del 3 luglio, Minsk, dove si congiunse vittoriosamente con le altre colonne corazzate sovietiche provenienti da nord del 2º Corpo corazzato delle guardie (3° Fronte Bielorusso), chiudendo la grande sacca bielorussa dove vennero accerchiate e distrutte due intere armate tedesche.
Dopo il grande successo, il 1º Corpo corazzato delle guardie continuò, insieme agli altri reparti mobili dell'Armata Rossa, l'avanzata in direzione della Polonia, cooperando alla nuova offensiva Lublino-Brest e raggiungendo alla fine del mese di luglio la linea del fiume Narew, dove le colonne sovietiche momentaneamente si arrestarono a causa dell'esaurimento delle forze, del rafforzamento delle difese tedesche, delle difficoltà logistiche e del peggioramento della situazione sul fronte della Vistola. In ottobre il corpo corazzato passò finalmente nelle riserve del 1° Fronte Bielorusso per una necessaria pausa operativa.

### Fino in Germania
Nell'ultima fase della guerra il 1º Corpo corazzato delle guardie, ora inquadrato come riserva meccanizzata nel 2° Fronte Bielorusso, sempre al comando del maresciallo Rokossovskij, prese parte all'attacco finale al cuore della Germania. Nel gennaio 1945, dopo essere stato rafforzato con un nuovo reggimento di semoventi pesanti ISU-122, entrò in azione in Prussia Orientale e in Pomerania, subendo notevoli perdite contro la tenace resistenza nemica, mentre nell'aprile 1945, partecipò anche all'attacco su Berlino, combattendo a nord della capitale tedesca e terminando vittoriosamente la guerra nel maggio 1945 nell'area della costa baltica della Germania settentrionale.
Il 1º Corpo corazzato delle guardie rimane famoso per il suo ruolo decisivo nelle due grandi manovre di accerchiamento completate con uno straordinario successo dall'Armata Rossa durante la cosiddetta "Grande Guerra Patriottica" (l'Operazione Urano e l'Operazione Bagration); pur subendo spesso gravi perdite di fronte alle esperte forze meccanizzate tedesche (come del resto tutte le formazioni mobili sovietiche durante la guerra), il corpo corazzato del Don, compì notevoli imprese, annoverò tra le sue file numerosi abili ufficiali e 13 dei suoi uomini ebbero assegnata la prestigiosa decorazione di Eroe dell'Unione Sovietica.
Dopo la fine della seconda guerra mondiale, il 1º Corpo corazzato delle guardie venne trasformato in 1ª Divisione carri delle guardie e posizionata nella regione di Kaliningrad, inquadrata nella 11ª Armata delle guardie, formazione di riserva a disposizione delle forze sovietiche di stanza, durante la Guerra fredda, in Germania orientale. Dopo la dissoluzione dell'Unione Sovietica, la divisione è stata ridotta a Brigata corazzata nel nuovo Esercito russo.

## Ordine di battaglia
1942: Operazione Urano  (26º Corpo corazzato)
- Quartier generale
- 19. Brigata corazzata
  - 236º battaglione carri
  - 237º battaglione carri
  - 19º battaglione di fucilieri motorizzati
- 157. Brigata corazzata
  - 346º battaglione carri
  - 347º battaglione carri
  - 157º battaglione di fucilieri motorizzati
- 216. Brigata corazzata
  - 452º battaglione carri
  - 453º battaglione carri
  - 216º battaglione di fucilieri motorizzati
- 14. Brigata motorizzata
  - I battaglione di fucilieri
  - II battaglione di fucilieri
  - III battaglione di fucilieri

1943: Orël  (1º Corpo corazzato delle guardie)
- Quartier generale
- 15. Brigata corazzata delle guardie  (ex-216. Brigata corazzata)
  - I battaglione carri
  - II battaglione carri
  - I battaglione di fucilieri motorizzati
- 16. Brigata corazzata delle guardie  (ex-19. Brigata corazzata)
  - I battaglione carri
  - II battaglione carri
  - I battaglione di fucilieri motorizzati
- 17. Brigata corazzata delle guardie  (ex-157. Brigata corazzata)
  - I battaglione carri
  - II battaglione carri
  - I battaglione di fucilieri motorizzati
- 1. Brigata motorizzata delle guardie  (ex-14. Brigata motorizzata)
  - I battaglione di fucilieri motorizzati
  - II battaglione di fucilieri motorizzati
  - III battaglione di fucilieri motorizzati
  - I battaglione d'artiglieria campale
- 34º reggimento corazzato pesante delle guardie (carri armati KV-1)
- 1001º reggimento anticarro (trasformato in agosto 1943 in 1001º reggimento semoventi SU-76)
- 732º battaglione anticarro
- 455º reggimento mortai
- 80º reggimento antiaereo
- 65º battaglione motociclisti
- 174º battaglione logistico
  - nel settembre-ottobre 1943 furono aggiunti:
- 1541º reggimento cannoni semoventi pesanti (SU-152)
- 43º battaglione mortai delle guardie (razzi Katjusa)
- 237º reggimento semoventi (SU-85)

1944 e 1945: Operazione Bagration e Germania orientale  (1º Corpo corazzato delle guardie)
- Quartier generale
- 15. Brigata corazzata delle guardie  (ex-216. Brigata corazzata)
  - I battaglione carri
  - II battaglione carri
  - III battaglione carri
  - XV battaglione di fucilieri motorizzati delle guardie
- 16. Brigata corazzata delle guardie  (ex-19. Brigata corazzata)
  - I battaglione carri
  - II battaglione carri
  - III battaglione carri
  - XVI battaglione di fucilieri motorizzati delle guardie
- 17. Brigata corazzata delle guardie  (ex-157. Brigata corazzata)
  - I battaglione carri
  - II battaglione carri
  - III battaglione carri
  - XVII battaglione di fucilieri motorizzati delle guardie
- 1. Brigata motorizzata delle guardie  (ex-14. Brigata motorizzata)
  - I battaglione di fucilieri motorizzati
  - II battaglione di fucilieri motorizzati
  - III battaglione di fucilieri motorizzati
  - I battaglione d'artiglieria campale
- 1296º reggimento cannoni semoventi delle guardie (SU-85)
- 1001º reggimento cannoni semoventi (SU-76)
- 455º reggimento mortai
- 80º reggimento antiaereo delle guardie
- 43º battaglione mortai delle guardie (razzi Katjusa)
- 13º battaglione motociclisti delle guardie
- 174º battaglione del genio
  - nell'ottobre 1944 fu aggiunto:
- 166º reggimento artiglieria leggera campale
  - nel'gennaio 1945 fu aggiunto:
- 397º reggimento semoventi pesanti delle guardie (ISU-122)

## Comandanti
- maggior generale Aleksej Grigor'evič Rodin  dal 08.07.1942 al 08.12.1942  (26º Corpo corazzato)
- tenente generale Aleksei Grigor'evič Rodin dal 08.12.1942 al 05.02.1943  (1º Corpo corazzato delle guardie)
- maggior generale Aleksandr Vasil'evič Kukuskin dal 06.02.1943 al 25.04.1943
- maggior generale Michail Fëderovič Panov dal 28.04.1943 al 09.05.1945